# Mistrovství Československa v atletice 1959
Mistrovství ČSR mužů a žen v atletice 1959 v kategoriích mužů a žen se konalo 24. července až 26. července v Praze. 

## Medailisté

### Muži
| Soutěž                                    | Zlato                                                                       | Stříbro                                                                 | Bronz                                                                                 |
| 100 m                                     | Václav Kynos 10,5                                                           | Václav Janeček 10,7                                                     | František Mikluščák 10,8                                                              |
| 200 m                                     | Václav Kynos 21,5                                                           | Václav Janeček 21,6                                                     | Jozef Kovalčin 22,1                                                                   |
| 400 m                                     | Jaroslav Jirásek 48,2                                                       | Josef Holub 49,1                                                        | Jozef Kočiš 49,3                                                                      |
| 800 m                                     | Tomáš Salinger 1:50,8                                                       | Peter Klekner 1:52,4                                                    | Vladimír Macháč 1:52,6                                                                |
| 1500 m                                    | Petr Hellmich 3:50,7                                                        | Jaroslav Peter 3:51,2                                                   | Alexander Zvolenský 3:51,2                                                            |
| 5000 m                                    | Miroslav Jurek 14:18,8                                                      | Jaroslav Bohatý-Pavelka 14:24,4                                         | Václav Chudomel 14:44,6                                                               |
| 10 000 m                                  | Mirko Gräf 30:16,0                                                          | Pavel Kantorek 30:45,8                                                  | Václav Chudomel 31:05,2                                                               |
| 110 m př.                                 | Ivan Veselský 14,6                                                          | Ivan Pechar 14,7                                                        | Jiří Šimůnek 14,7                                                                     |
| 200 m př.                                 | Miloslav Moravec 24,5                                                       | Ivan Veselský 24,7                                                      | Jiří Hůla 24,7                                                                        |
| 400 m př.                                 | Lubomír Bartoš 53,1                                                         | Květoslav Springinsfeld 53,1                                            | Miroslav David 54,4                                                                   |
| 3000 m př.                                | Vlastimil Brlica 8:59,4                                                     | Bohumír Zháňal 8:59,4                                                   | Vojtěch Hec 9:08,8                                                                    |
| 4 × 100 m                                 | Jozef Kovalčin Václav Kynos Otakar Faltus Václav Janeček Dukla Praha 41,8   | Marian Gáborik František Šimánek Josef Bílek Lumír Bělina RH Praha 42,4 | Ivan Dostalík František Mikluščák Jiří Herman Vilém Bogač VŽKG Vítkovice 42,6         |
| 4 × 400 m                                 | Zdeněk Váňa Václav Kynos Tomáš Salinger Jaroslav Jirásek Dukla Praha 3:16,2 | Josef Kukučka Miroslav David Pavel Vitouš Josef Holub RH Praha 3:16,4   | Miroslav Zrůst Petr Sušanka Květoslav Springinsfeld Zdeněk Oharek Dynamo Praha 3:20,1 |
| Skok do výšky                             | Jiří Lanský 200 cm                                                          | Josef Kašpar 197 cm                                                     | Petr Elbogen 194 cm                                                                   |
| Skok o tyči                               | Marcel Blažej 441 cm                                                        | Rudolf Tomášek 430 cm                                                   | Josef Dvořák 420 cm                                                                   |
| Skok daleký                               | Jan Netopilík 741 cm                                                        | Bohumil Kadlec 719 cm                                                   | Tibor Holtman 711 cm                                                                  |
| Trojskok                                  | František Křupala 15.41 m                                                   | Martin Řehák 15.33 m                                                    | Vlastimil Kálecký 15.23 m                                                             |
| Vrh koulí                                 | Jaroslav Plíhal 16,33 m                                                     | Josef Stoklasa 16.33,3 m                                                | Zdeněk Němec 15,71 m                                                                  |
| Hod diskem                                | Zdeněk Němec 52,40 m                                                        | Karel Merta 52,16 m                                                     | Zdeněk Čihák 50,20 m                                                                  |
| Hod kladivem                              | Josef Matoušek 60,71 m                                                      | Jaroslav Řehan 58,73 m                                                  | Josef Málek 58,73 m                                                                   |
| Hod oštěpem                               | Miloš Vojtek 70,55 m                                                        | Jan Perek 68,45 m                                                       | Miloš Kopřiva 65,67 m                                                                 |
| 20 km chůze                               | Václav Platil 1:39:07,8                                                     | Miroslav Froněk 1:40:01,4                                               | Ladislav Moc 1:41:45,6                                                                |
| 50 km chůze Praha – Poděbrady 16. 8. 1959 | Ladislav Moc 4:18:24,8                                                      | Svatopluk Sýkora 4:18:35,8                                              | Josef Doležal 4:20:48,6                                                               |
| Desetiboj                                 | Václav Bečvárovský 6714 bodů                                                | Josef Habr 6151 bodů                                                    | Milan Orendáč 5607 bodů                                                               |
| Maratonský běh Ostrava 13. 9. 1959        | Pavel Kantorek 2:19:06,0                                                    | Miroslav Ciboch 2:22:09,8                                               | Jaroslav Šourek 2:24:29,6                                                             |

### Ženy
| Soutěž                            | Zlato                                                                                      | Stříbro                                                                        | Bronz                                                                                        |
| 100 m                             | Alena Stolzová 12,2                                                                        | Vlasta Bubíková 12,4                                                           | Anna Kovaříková 12,4                                                                         |
| 200 m                             | Libuše Strejčková 25,4                                                                     | Veronika Vodičková 25,6                                                        | Miluše Jakoušová 25,6                                                                        |
| 400 m                             | Bedřiška Kulhavá 57,7                                                                      | Gertruda Dudová-Prokopová 58,4                                                 | Jiřina Soldátová 59,1                                                                        |
| 800 m                             | Bedřiška Kulhavá 2:11,8                                                                    | Monika Kropáčová 2:13,5                                                        | Olga Fomenková 2:14,4                                                                        |
| 80 m př.                          | Anna Zábršová 11,4                                                                         | Miroslava Trkalová 11,4                                                        | Alena Stolzová 11,4                                                                          |
| 4 × 100 m                         | Věra Jurčíková Bedřiška Kulhavá Miloslava Maninová Libuše Strejčková Spartak Ústí n/L 49,2 | Anna Zábršová Alena Stolzová Věra Havránková Jaroslava Skořepová RH Praha 49,6 | Anna Kovaříková Gertruda Dudová-Prokopová Vlasta Horklová Milena Popková VŽKG Vítkovice 49,8 |
| Skok do výšky                     | Olga Davidová 161 cm                                                                       | Jarmila Slezáková 154 cm                                                       | Zdenka Dembovská 150 cm                                                                      |
| Skok daleký                       | Vlasta Svozilová 579 cm                                                                    | Anna Kovaříková 577 cm                                                         | Olga Davidová 556 cm                                                                         |
| Vrh koulí                         | Jaroslava Lišková 13,27 m                                                                  | Jiřina Němcová 13,19 m                                                         | Jiřina Šmídová 12,70 m                                                                       |
| Hod diskem                        | Štěpánka Mertová 50,57 m                                                                   | Marie Šimánková 48,45 m                                                        | Jiřina Němcová 47,77 m                                                                       |
| Hod oštěpem                       | Dana Zátopková 52,20 m                                                                     | Vlasta Pešková 50,00 m                                                         | Miloslava Smejkalová 44,65 m                                                                 |
| Pětiboj Olomouc 29. – 30. 8. 1959 | Olga Fomenková 4163 bodů                                                                   | Alena Schusterová 4003 bodů                                                    | Marie Kubcová 3903 bodů                                                                      |